# Bantarkalong (Cipatujah)
Bantarkalong is een bestuurslaag in het regentschap Tasikmalaya van de provincie West-Java, Indonesië. Bantarkalong telt 4391 inwoners (volkstelling 2010).